# فالديلاكاسا دي تاخو
بلدية فالديلاكاسا دي تاخو (بالإسبانية: Valdelacasa de Tajo)‏، هي بلدية تقع في مقاطعة قصرش والتي تقع في منطقة إكستريمادورا، غرب إسبانيا.
يبلغ عدد سكانها 484 نسمة وفقاً لإحصائية سنة (2002).